# 福島市道17号鳥川大笹生線
福島市道17号鳥川大笹生線（ふくしましどう17ごう とりかわ おおざそうせん）は、福島県福島市にある一級市道である。

## 概要
- 起点：福島市上鳥渡字藤ノ内（福島県道362号南福島停車場線交点）
- 終点：福島市大笹生字北鬼渕（福島県道5号上名倉飯坂伊達線交点）
- 延長：9.4507㎞
- 路線認定年月日：1983年2月8日[1]

福島市西部、東北自動車道の西側を南北に貫く路線であり、福島県道5号上名倉飯坂伊達線の東を並走する幹線道路である。市内西部を東西に横断する幹線道路を連絡するほか、東北中央自動車道開通以降は福島大笹生インターチェンジと福島市街地や、沿線の工業団地群とを連絡する機能も持つため、インターチェンジ周辺に整備される工業団地造成と合わせ、路線北端部の改良工事が行われている。また、路線南端、県道362号と国道115号との間は起点付近に造成されたしのぶ台ニュータウンと福島市街地へのアクセス路としての性格も持っている。路線名称の鳥川とはかつての信夫郡鳥川村域（上鳥渡、下鳥渡、成川）のことであり、正式な大字名などではないが、現在でも施設名などに広く用いられている。

## 接続路線
- 福島県道362号南福島停車場線（上鳥渡字藤ノ内　起点）
- 国道115号荒井バイパス（上名倉字猫田）
- 福島県道126号福島微温湯線（桜本字前田）
- 福島県道70号福島吾妻裏磐梯線（上野寺字西原）
- 福島県道310号庭坂福島線（下野寺字遠原）
- JR奥羽本線（下野寺字遠原　原踏切）
- 福島市道26号長畑黄金坂線（笹木野字原端）
- 福島市道22号泉萱場線（笹木野字萱場）
- 福島市道18号松北町折戸線（大笹生字行人田）
- 福島市道16号横堀石田線（笹谷字中横堀）
- 福島県道5号上名倉飯坂伊達線（大笹生字北鬼渕）

## 道路施設
さくら橋（荒川）
- 全長：241.9m
- 幅員：10.8m
- 形式：PC単純T桁橋
- 竣工：1984年

舘ノ下橋（須川）
- 全長：104.0m
- 幅員：12.5m
- 形式：鋼床版単純桁橋
- 竣工：1994年

大萱橋（松川）
- 全長：136.7m
- 幅員：7.8m
- 形式：PC単純T桁橋
- 竣工：1976年

水口橋（八反田川）
- 全長：15.0m
- 幅員：8.9m
- 形式：PC単純T桁橋
- 竣工：1981年

## 沿線
- しのぶ台団地
- ハイテクプラザ福島技術支援センター
- 佐倉西工業団地
  - 日東紡績福島第二工場
  - 福島キヤノン
- 桜本運動公園
- 福島西工業団地
- 太神宮
- 福島市西部体育館
- 福島市営北萱場団地
- 福島おおざそうインター工業団地
- 東北中央自動車道福島大笹生インターチェンジ
- 道の駅ふくしま